# Культура Гавайев

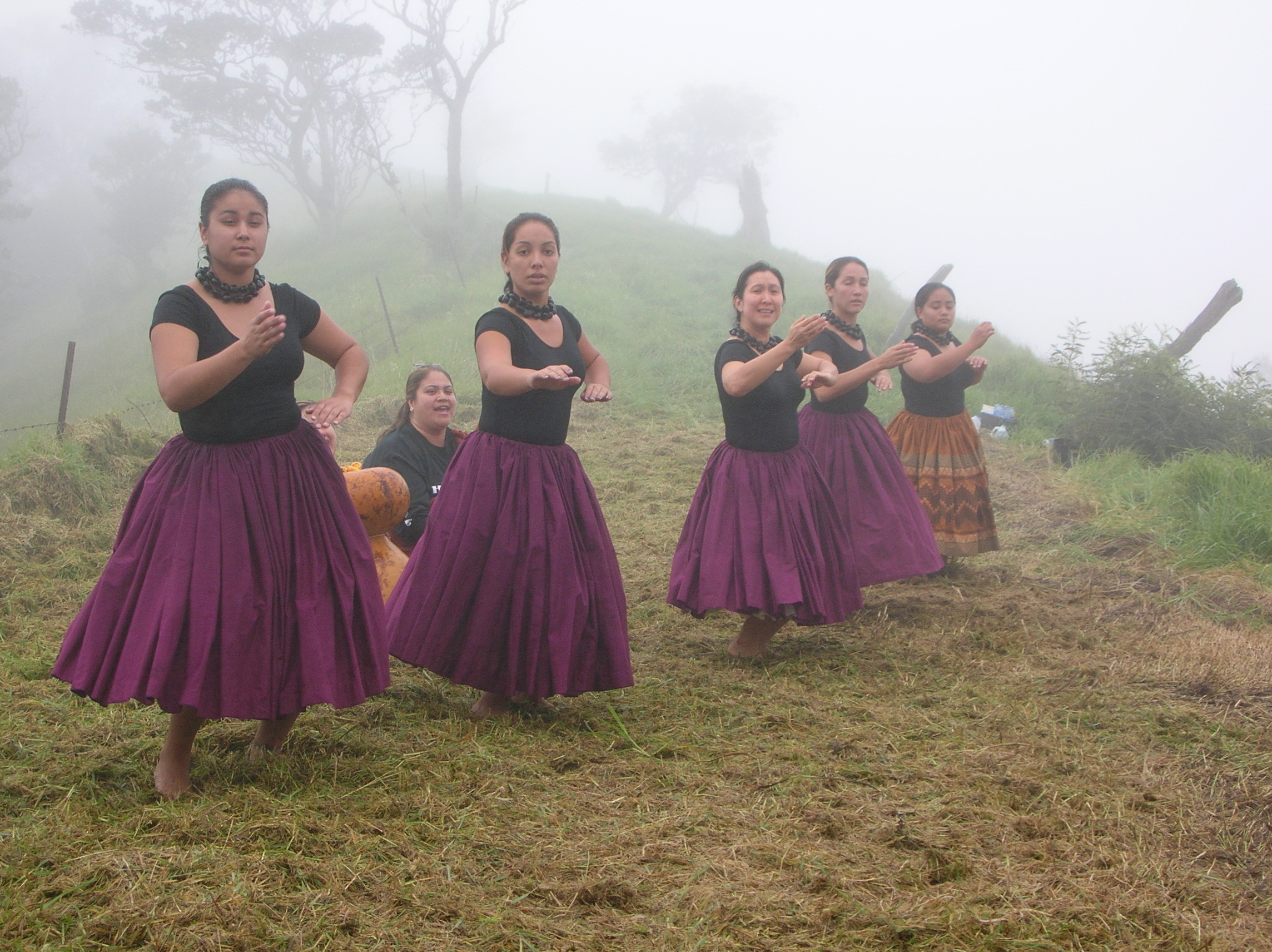
Исполнение хулы перед посадкой акации коа

Культура Гавайев имеет возраст около 1500 лет и происходит от культурных практик полинезийцев, которые поселились на Гавайях. Она включает кулинарные, художественные и религиозные аспекты. Из-за иммиграции Гавайи населяют представители более 20 этнических групп, что повлияло и на культуру островов: в частности, появилась современная версия гавайской кухни.

## Хо’опонопоно

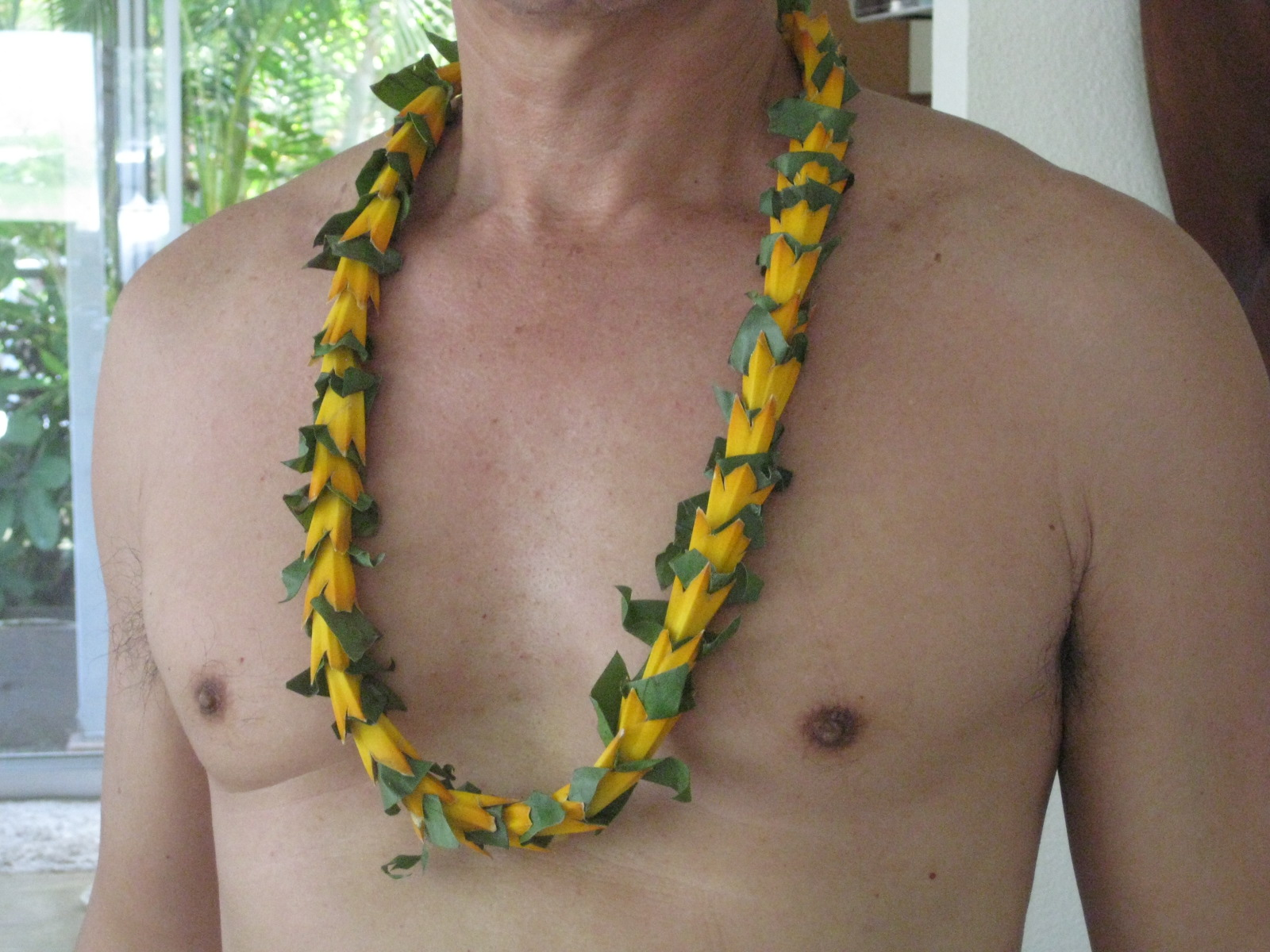
Венок лей, сплетённый в знак окончания ритуала хо'опонопоно

Хо'опонопоно (хо-о-поно-поно) — традиция примирения и прощения, обычно в сочетании с молитвой. Гавайское словосочетание ho'oponopono переводится как «исправление». Аналогичные обычаи существовали на островах всей южной части Тихого океана, включая Самоа, Таити и Новую Зеландию. 
Хо’опонопоно является частью гавайских целительных ритуалов. Гавайцы верят, что проступки человека («hara» или «hala») вызывают болезни. Некоторые полагают, что проступки злят богов, другие считают, что они привлекают злобных духов, а третьи полагают, что человека делает больным его вина. Также гавайцы и жители Островов Кука верят, что грехи отца скажутся на его детях и гармонию можно восстановить только большим исповеданием и извинениями.
Традиционная гавайская философия не разделяет физический и магический миры, поэтому, чтобы исцелить физическое тело, требуется вылечить и «астральное». Более того, согласно гавайским воззрениям, если человек имеет расстройство желудка, исцеление гнева по отношению к родственникам также может помочь исцелить желудок. Современные версии хоопонопоно также могут содержать элементы христианской веры и ритуалов. Сеанс хоопонопоно, как правило, проводит кахуна (традиционный священник или целитель), каху (священник), куму (духовный учитель), или старший член семьи. Иногда люди проводят хоопонопоно над собой самостоятельно ― так часто поступают приверженцы хо'опонопоно на Западе.
Ритуал начинается с молитвы. Даётся постановка проблемы и обсуждается проступок. Каждый признаётся в своих чувствах. Затем происходят исповедь, покаяние и прощение. Все отпускают друг друга с миром и вместе завершают мероприятие застольем, которое называется пани. На этом застолье по традиции съедают водоросли кала, символизирующие освобождение.
Хо'опонопоно практиковали и практикуют многие гавайские теологи, например Нана Вири, Малия Крейвер, Моррна Симеона и Хью Лен.

## Hawaiiana
Hawaiiana (гавайяна) — английский термин, употребляемый по отношению к истории и различным аспектам культуры Гавайских островов. Он был придуман в 1948 году гавайским культурологом Вайноной Бимер. Он особенно часто употребляется в отношении Древних Гавайев и Королевства Гавайи. Главным хранилищем артефактов этих периодов является музей Принцессы Бернис Пауахи Бишоп в Гонолулу на острове Оаху.

## Присвоение
Встречаются утверждения о том, что использование коренной гавайской культуры другими культурами является «культурной аппроприацией» или присвоением культуры. Оккупация Соединёнными Штатами Америки привела, в частности, к изменению традиционного праздника луау; по мнению активистской группы Deep Green Resistance News Service, современные луау на Гавайях проводятся скорее как туристическое развлечение, чем как культурная практика[значимость факта?]. Критикуется также упрощение традиционной культуры.